# Eucereon vestalis
Eucereon vestalis là một loài bướm đêm thuộc phân họ Arctiinae, họ Erebidae.